# 梶原彰
梶原 彰（かじわら あきら、3月5日 - ）は男性声優。特技はテニス、サッカー、旅、絵画（水彩・水墨）。
青二塾東京校II部第2期生卒業。以前は青二プロダクション、TABプロダクションに所属していた。

## 出演

### テレビアニメ
- FF：U 〜ファイナルファンタジー:アンリミテッド〜（2001年、不毛F）
- ちびまる子ちゃん（2001年、運転手B）
- 朝霧の巫女（2002年、男子生徒）
- あたしンち（2002年 - 2003年、男子A、コンビニ店員）
- アベノ橋魔法☆商店街（2002年、TV解説者、従者B）
- Kanon（東映アニメーション版）（2002年、男子生徒）
- キン肉マンII世（2002年、拓也）
- プラトニックチェーン（2002年、ケンイチC）
- アストロボーイ・鉄腕アトム（2003年、ロボット）
- エアマスター（2003年、男）
- ONE PIECE（2003年、海賊）
- クレヨンしんちゃん（2009年、イケメン怪人）

### OVA
- GUNDAM EVOLVE 2 RX-178 GUNDAM Mk-II（2001年、オペレーター）
- I'll/CKBC（2002年、選手）
- ナースウィッチ小麦ちゃんマジカルて（2002年、ファン）
- マクロス ゼロ（2002年、スカル・ツー）
- 大YAMATO零号（2004年）

### 劇場アニメ
- パルムの樹（2002年）

### ゲーム
- 学園都市ヴァラノワール（2002年、空夜、フィーゴ、ファビエル）
- 剣豪2（2002年）
- 真・三國無双2猛将伝（2002年、兵士2）
- Thread Colors〜さよならの向こう側〜（2002年）
- Tomak〜Save the Earth〜Love Story（2002年、パク・ソンテ）
- Tomak -save the earth-（2002年、杉野昭治）
- 三國志戦記2（2003年、陸遜）
- 白詰草話 -Episode of the Clovers-（2003年）
- AIRFORCE DELTA 〜BLUE WING KNIGHTS〜（2004年）
- ナルキッソス〜もしも明日があるなら〜 Portable（2010年）

### ドラマCD
- ギルティギアゼクス ドラマCD Vol.1～2（兵士A）
- コバルト☆ときめき☆ドラマ　CD Remix＜聖霊狩り＞シリーズ（楠木誠志郎）
- テイルズ オブ デスティニー 2
  - テイルズ オブ デスティニー 2 1巻
  - テイルズ オブ デスティニー 2 3巻
  - テイルズ オブ デスティニー 2 5巻
- 果てしなく青い、この空の下で…。第1巻
- 果てしなく青い、この空の下で…。第2巻
- 百鬼夜行抄 第1巻「凍える影が夢見るもの」（安達透の同僚）

### ボイスオーバー
- ポカポカ地球家族（テレビ朝日）

### その他コンテンツ
- きいろいふうせん ※幼児向け教材